# Gerrhonotus liocephalus
La lagartija caimán sureña (Gerrhonotus liocephalus), también conocida como lagartija lagarto sureña, lagarto culebra o lagarto escorpión texano, es una especie de lagarto escamoso ánguimorfo de la familia Anguidae.

## Subespecies
Las subespecies reconocidas son las siguientes:
- Gerrhonotus liocephalus liocephalus Wiegmann 1828
- Gerrhonotus liocephalus austrinus Hartweg & Tihen 1946
- Gerrhonotus liocephalus loweryi Tihen 1948

## Descripción
Llega a medir hasta 14.2 cm de longitud hocico cloaca. Se diferencia de las demás especies de su género por presentar escamas pre-oculares ausentes, dorso café amarillento con bandas blancas de bordes café oscuro y vientre color crema con pequeñas manchas negras distribuidas irregularmente.[cita requerida]

## Distribución y hábitat
Es una especie endémica de México. Se distribuye principalmente en los estados de Morelos, Estado de México, Guerrero, Oaxaca y Chiapas; algunas poblaciones geográficamente aisladas ocurren en Jalisco, Colima, Durango y Sinaloa. Es de hábitos terrestres, aunque frecuentemente se le encuentra entre ramas de arbustos medianos. Prefiere regiones con clima húmedo, subhúmedo y semiseco, todas con lluvias en verano. Se la encuentra de los 400 a los 3200 m s.n.m.[cita requerida]
La especie no se encuentra en Guatemala de acuerdo con el herpetólogo alemán Köhler en 2008, a pesar de haberla reportado en el año de 2000 en el país. La especie no se encuentra en San Luis Potosí según Lemos-Espinal y Dixon en 2013. No se encuentra en Coahuila según Lazcano et al. 2019. La especie no fue incluida en la lista de Lemos-Espinal et al. 2018 para San Luis Potosí (lista de SLP).

## Estado de conservación y amenazas
La NOM-059-SEMARNAT-2010 considera a la especie como sujeta a protección especial; la UICN2019-1 como de preocupación menor. Los principales factores de riesgo que amenazan a la especie son principalmente el cambio de uso de suelo para la realización de actividades agrícolas y de pastoreo. Además, debido a que estos animales poseen temperamento y apariencia agresivos, se les ha considerado erróneamente como venenosos, por lo que son exterminados de manera indiscriminada por las personas nativas de los lugares donde habita.